# ドラムサークル
ドラムサークル (DC) とは、世界の打楽器（タイコやシェイカー、マラカスなど、「たたく、打つ、振る、擦る」により音を出す楽器）を使った即興演奏。他の楽器やダンス、歌が組み込まれることもある。打楽器はほとんどの文化において最初に作られた楽器である。人類は古今東西で集まり、輪になって打楽器その他の楽器の演奏、歌、踊り等を行ってきた。それを現代社会にマッチしたものに「再編成」し、さまざまな場面で活用しているのがドラムサークルと考えられている。ドラムサークルのポイントは、「練習して人前でパフォーマンスする/聴いてもらう」ことではなく、「即興的にその場で全員が演奏する/基本的に参加者全員で参加して音を楽しむ」ことであろう。また、「間違い/失敗」がないことも、ドラムサークルの特徴とされる。

## 種類
欧米ではおもに、「近代ドラムサークルの父」アーサー・ハルが分類した3つのタイプで発達してきた。
ファシリテーテッド・ドラムサークル
「ファシリテーター」という案内役のガイドにより行われる。最大の特徴は、参加者は「ドラムを習うため」ではなく、「楽しむため」、または「体験するため」に参加すること。ファシリテーターは、「in the moment (Arthur Hull)/いま、ここ」の音楽を演奏するよう参加者を促し、参加者の間の「つながり」や「コミュニケーション」を強化する。楽器は、民族楽器に限らず、メーカー品、リサイクル楽器、Found Sound (Arthur Hull)と呼ばれる身近な音の出るもの、ボディーパーカッションその他、さまざまなものが使われる。アーサー・ハルは、ファシリテーテッド・ドラムサークルの生みの親として、「ドラムサークルの父」と呼ばれている。
特定文化ドラムサークル
ある特定文化のリズムの組み合わせについてのある程度の知識やスキルのあるドラマーたちが集まって行うドラムサークル。特定文化の特定リズムのルールにしたがって演奏されることが多い。また、その文化で実際に使われている伝統的な楽器が使われる。参加者のうちの誰か、またはティーチャーやパフォーマーがリードすることもある。
アナーキー・ドラムサークル
リーダーシップや介入なく行われる自然発生的ドラムサークル。スタートやストップも有機的で、うまく次の曲に移行する場合もあれば、勢いを失って自然消滅することもある。聴く能力、即興能力、ある程度のルールの自然形成が演奏成功のカギとなる。ここでいう「アナーキー」(anarchy)とは「無政府状態」や「統治者を欠いた状態」という意味である。

## ドラムサークルが行われる場面
1. 音楽イベント、フェスティバル、コンサート
2. 福祉・教育・医療・心理関係
3. 企業研修
4. 精神世界・オーガニック・オルタナティブ・LOHAS関連
5. その他

## ドラムサークルで使われる楽器
- ドラム&パーカッション
  - 「ドラムとパーカッションの比率」は、ファシリテーターによって異なる。アーサー・ハル方式では、「ドラム：パーカッション」＝「1：1」の割合が好んで使われる。
  - ドラム - ジェンベ、コンガ、アシーコ、スルド、ドゥンドゥン、フレームドラム、ダラブッカ他の膜鳴楽器およびカホン等
  - パーカッション - シェイカー、シストラム、ウッドブロック、カウベル、アゴゴ他の体鳴楽器
  - （参考：クルト・ザックスの楽器分類法）
- ブームワッカー（ドレミパイプ)
- ボディーパーカッション&ヴォイス
- その他の打楽器
  - 親指ピアノ、チベタンベル、HANG、ボーンズ、トーンチャイム他
- 玩具類や、日常の中でみつけた音の出るもの

## ドラムサークル・ファシリテーター国際認定
ドラムサークル・ファシリテーターになるには、トレーニングを受けることが望ましい。世界中でさまざまなDCファシリテーター・トレーニングや研修が行われているが、以下は代表的なもの。
- Drum Circle Facilitators' Playshop by Arthur Hull

DCファシリテーター・トレーニングの受講後、各種補足的ワークショップを受けることが推奨されている。
【国際認定資格】
- Accreditedd Professional Drum Circle Facilitator（国際公認プロフェッショナル・ドラムサークル・ファシリテーター）: DCFG (国際ドラムサークル・ファシリテーター協会・本部:米国ワシントンD.C.）
- Certified Drum Circle Facilitator（認定ドラムサークル・ファシリテーター）:Village Music Circles  (アーサー・ハル）

## 著名なプロフェッショナル・ドラムサークル・ファシリテーター
- ババトゥンデ・オラトゥンジ (故人）
- アーサー・ハル (Arthur Hull)
- ミッキー・ハート
- ジム・グライナー
- カラニ
- ジョン・ヨスト
- クリスティーン・スティーヴンス
- 橋田ペッカー正人（ドラムサークルファシリテーター協会初代理事長、現名誉会長。株式会社ビートオブサクセスのメイントレーナー。日本のトップドラムサークルファシリテーター。パーカッショニスト。企業の研修にドラムサークルファシリテーションを持込み、実施企業は大企業だけでも100社を超える実績がある。）
- 石川武（一般社団法人ドラムサークルファシリテーター協会前理事長。ドラマー、パーカッショニスト)

## 日本国内のドラムサークル団体
ドラムサークルの普及のための情報提供、イベントの開催、ファシリテーターの認定などを行っている。日本では「ドラムサークル」の開催、指導に関しては制限が無いため、だれでも行うことができる。
- DCFA（一般社団法人ドラムサークルファシリテーター協会）- ドラムサークルの普及やファシリテーターのバックアップを行う法人。ファシリテーター(スティミュレイティブファシリテーター,SF)の認定を行っている。
- VMCグローバルジャパン - VMC認定トレーナーの資格認定を行っている。

## 関連図書
- 『ドラムサークル・スピリット：リズムを通じて、人間の可能性を最大限に引き出す』アーサー・ハル著、佐々木薫監修、ATN刊
- 『Drum Circle Facilitation』by Arthur Hull、Village Music Circles （輸入発売元 ATN)
- 『Drum Circle Facilitation』(ビデオ）by Arthur Hull、Village Music Circles （輸入版発売元 ATN)
- 『Guide to Endrummingment』(ビデオ）by Arthur Hull、Village Music Circles （輸入版発売元 ATN)
- 『トゥギャザー・イン・リズム』カラニ著、佐々木薫監修、ATN刊
- 『ファシリテーターの在り方 エンパワーメント・ドラムサークル』佐々木薫著、ATN刊
- 『ドラム・マジック：リズム宇宙の旅』ミッキー・ハート著、佐々木薫訳、工作舎刊
- 『ドラミング：リズムで癒す心とからだ』ロバート・L・フリードマン著、佐々木薫訳、音楽之友社刊
- 『アート・アンド・ハート・オブ・ドラムサークル』クリスティーン・スティーヴンス著、ATN刊
- 『アート・アンド・ハート・オブ・ドラムサークル』(日本語字幕入りDVD）クリスティーン・スティーヴンス著、ATN刊
- 『世界のパーカッションガイド：ドラムサークル』チャロ・エデュワルド著、ATN刊
- 『ペッカーのドラムサークル！ あたらしいリズムコミュニケーション！』ペッカー著、ヤマハミュージックメディア刊
- 『元気なチームは「リズム」で作る～「調子」に乗れる組織の育て方』	金井 壽宏/橋田“ペッカー”正人/加藤 恭子、ヤマハミュージックEHD